# Cosmin Chetroiu
Cosmin Chetroiu (* 31. März 1987 in Petroșani, Kreis Hunedoara) ist ein rumänischer Rennrodler.
Cosmin Chetroiu lebt in Petrila. Er rodelt seit 2000 und gehört dem rumänischen Nationalkader im Rennrodeln seit 2003 an. Er fährt zusammen mit Ionuț Țăran Doppelsitzer. Seit der Saison 2005/06 tritt das Duo im Rennrodel-Weltcup an. In ihrer ersten Saison belegten sie mit dem 16. Rang in Altenberg ihr bislang bestes Ergebnis in einem Weltcuprennen. In der Gesamtwertung erreichten sie mit Platz 23 ebenfalls ihr bestes bisheriges Ergebnis. Das erste Großereignis, an dem das Doppel teilnahm, war die Rennrodel-Europameisterschaft 2006 in Winterberg. Hier belegten sie Platz 18 im Doppelsitzerwettbewerb und Platz neun im Teamwettbewerb. Bei den kurz darauf stattfindenden Olympischen Spielen von Turin konnten sie erneut 18. werden. Bei den Rennrodel-Weltmeisterschaften 2007 kamen Chetroiu/Țăran auf Platz 25. Bei den Olympischen Spielen 2010 erreichten sie den 17. Platz.